# Uroleucon iranicum
Uroleucon iranicum är en insektsart. Uroleucon iranicum ingår i släktet Uroleucon och familjen långrörsbladlöss. Inga underarter finns listade i Catalogue of Life.